# Flugmanöver (Modellhubschrauber)

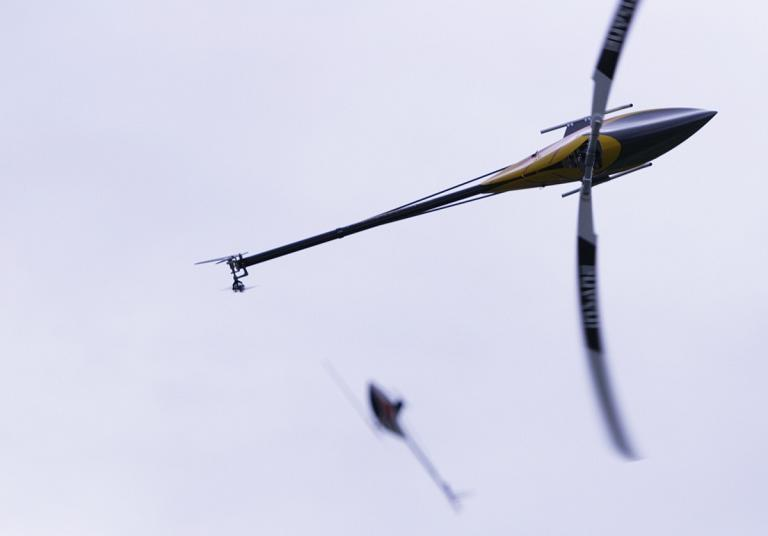
Zwei Modellhelis in unterschiedlichen Flugmanövern. Das vordere Modell vollzieht einen Messerflug; das hintere Modell befindet sich im Flugmanöver Funnel

Wie beim Kunstflug, gibt es auch im Modellflug viele unterschiedliche Flugmanöver. Jedes Manöver stellt für den Piloten eine besondere Herausforderung dar. In diesem Artikel werden die grundlegenden Flugmanöver beim Fliegen von Modellhubschraubern aufgeführt und erklärt. Zudem gibt der Artikel einen Überblick über entsprechende Wettkampfarten und weitere Besonderheiten, die im direkten Zusammenhang mit Flugmanövern mit dem Hubschraubermodell stehen.
Alle nachfolgenden Angaben beziehen sich auf einen pitchgesteuerten Modellhubschrauber mit einem Hauptrotor plus Heckrotor. Bei Koaxial-, Tandem- oder Flettnermodellen gelten sie analog der jeweils vorhandenen technischen Ausstattungen, wobei nicht alle Flugmanöver von allen Modellen geflogen werden können. Ein drehzahlgesteuerter Heli ohne verstellbare Pitchanstellung der Rotorblätter kann z. B. nicht im Rückenflug geflogen werden. Selbst bei pitchgesteuerten Modellen bedarf es ggf. einer bestimmten Rotorblattstellung und Flugphasenprogrammierung – sowie ggf. einer bestimmten Gaskurve, um bestimmte Manöver fliegen zu können.

## Einzel- oder kombinierte Manöver

### Start
Der Start leitet den Flug ein – das Modell hebt hier im Normalfall vom Boden ab. Bereits beim Start lassen sich komplizierte Kunst- und 3D-Flugmanöver integrieren:

#### Flipstart
Ein geübter Pilot kann einen Flipstart fliegen, indem er das Modell dabei vom Boden abheben lässt und durch das gleichzeitige Anstellen der Taumelscheibe in Flugrichtung nach vorne kippt. Durch gleichzeitige Betätigung von ausreichend negativem Pitch wird das Modell in der Rückenlage abgefangen, wodurch die Flugfigur Flipstart vollendet ist.

#### Tail-Stand-Launch
Bei diesem Flugmanöver hebt das Modell vom Boden ab und wird gleichzeitig durch eine Nickbewegung der Taumelscheibe nach hinten gesteuert. Das Modell neigt sich jetzt solange, bis es mit dem Heck zum Boden und der Nase in Richtung Himmel zeigt. In dieser Position wird etwas negativ Pitch und gleichzeitig etwas Nick nach hinten gesteuert, wodurch das Modell langsam in die Rückenlage kommt und gleichzeitig eine Vorwärts- wie auch eine leichte Abwärtstendenz bekommt: Der Tail-Stand-Launch ist abgeschlossen, wenn sich das Modell in kompletter Rückenlage befindet und mit dem Heck voraus in eine bestimmte Richtung fliegt. Die Abwärtstendenz muss dabei nicht gehalten werden, sondern kann durch ausreichend negativen Pitch kompensiert werden.

#### Messerflugstart
Das Modell wird unmittelbar nach dem Abheben in eine ausreichende Flughöhe gebracht, hier sofort um 90° auf die Seite gekippt und mit Vollpitch in einen Messerflug gebracht: Das Modell fliegt nun also um 90° geneigt parallel zum Boden. Da das Flugmodell in dieser Lage insbesondere bei schwächerer Motorisierung sehr instabil werden und eine Absturztendenz bekommen kann, muss schnell eine weitere Flugfigur angeschlossen werden, um das Modell aus der Messerfluglage herauszusteuern: Aus der Messerfluglage kann es durch weiteres Neigen der Taumelscheibe mit einer Rollbewegung in die Rückenfluglage gebracht werden. Um einen Absturz zu vermeiden, muss dann schließlich negativer Pitch gegeben werden, um das Modell in der Rückenfluglage zu halten.

### Schweben

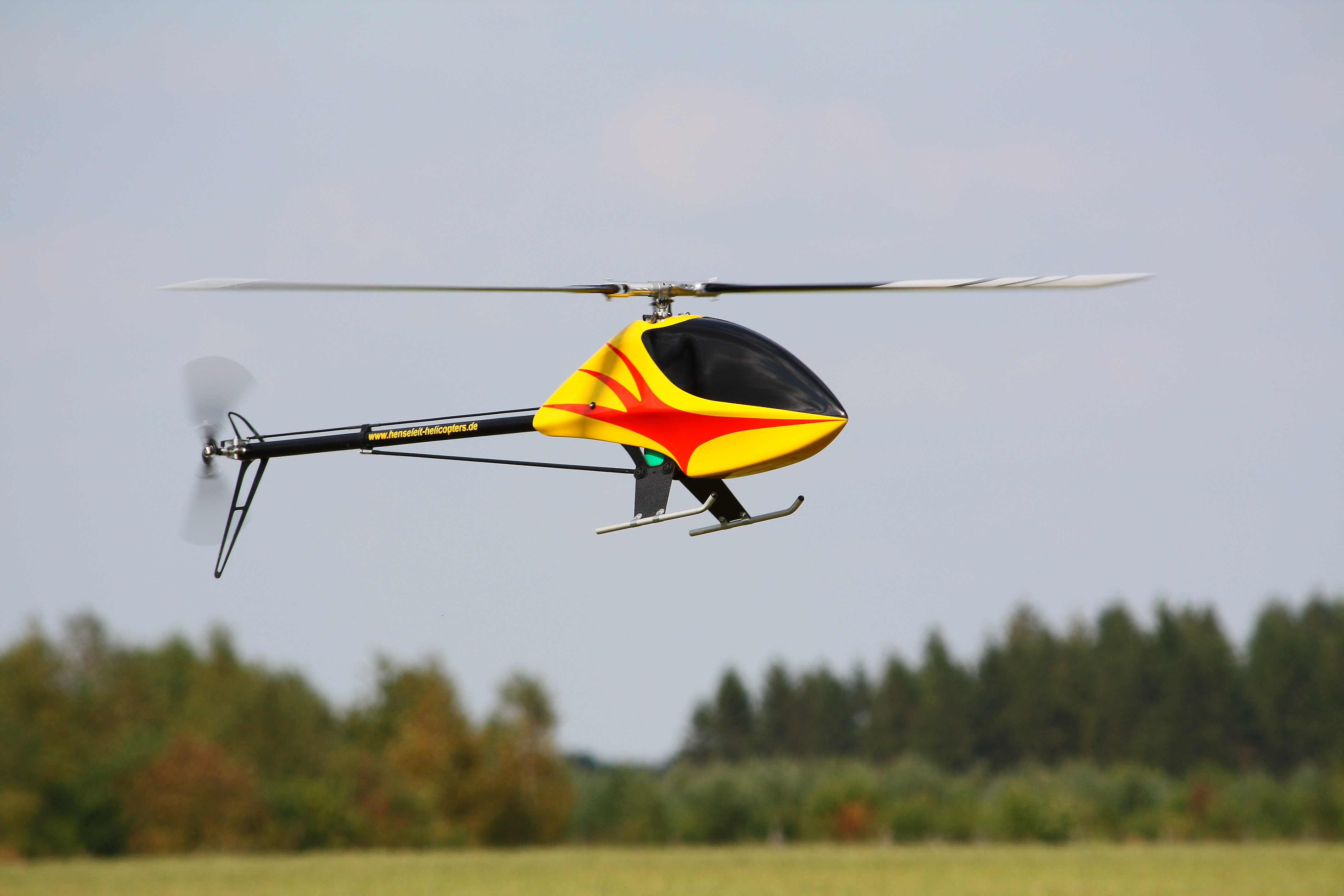
Ein Modellhubschrauber im Schwebeflug

Das Schweben gehört zu den ersten Flugmanövern, die man als Modellhubschrauberpilot erlernt.
Beim Schweben wird versucht, den ferngesteuerten Heli möglichst ohne große Geschwindigkeit in der Luft zu halten.
Im Idealfall sollte das Flugmodell in der Luft auf der Stelle gehalten werden können. Da es aber aufgrund des Drehmomentes des Rotors und des dagegen arbeitenden Heckrotors sowie äußerer Umstände (Wind, Downwash, unkonstante Rotordrehzahl usw.) Störfaktoren gibt, die dieses Auf-der-Stelle-halten teilweise verhindern können, muss der RC-Pilot stets Ausgleichsbewegungen an seiner Fernsteuerung vornehmen, um diese Störfaktoren zu annullieren.
Teilweise helfen mittlerweile elektronische Bauteile, die optional in das Modell eingebracht werden können, um diese unfreiwilligen Driftbewegungen in der Luft auszugleichen, was insbesondere Einsteigerpiloten den Zugang zum Hobby erleichtert.
Unter Schweben fallen aber noch weitere Flugmanöver, die jedoch stets mit einer möglichst langsamen Fluggeschwindigkeit über Grund verbunden sind:

#### Seitenschweben
Unter Seitenschweben versteht man das Schweben des Modellhelis in der Form, dass eine Seite des Flugmodells stets in Richtung des steuernden RC-Piloten weist. Dabei kann das Flugmodell selber in alle Richtungen fliegen (also z. B. vorwärts, rückwärts, seitwärts) – es muss nur stets die Seite des Flugmodells zum Steuernden zeigen.

#### Rückwärtsschweben
Bei diesem Flugmanöver fliegt das Modell mit dem Heckauslieger/Heckrotor voran.

#### Nasenschweben
Unter Nasenschweben versteht man das Schweben des Modells mit der Spitze in Richtung RC-Pilot. Dieser sieht sich mit der Situation konfrontiert, dass bis auf Steigen/Sinken und Heckrotoransteuerung sämtliche Steuerbefehle seitenverkehrt anzuwenden sind. Dabei kann das Modell auch in alle vier horizontalen Richtungen bewegt werden (vorwärts, rückwärts und seitwärts).

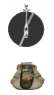
Nasenschweben
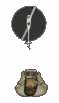
Schweben (Heck zum Piloten)
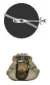
Seitenschweben links
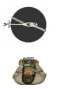
Seitenschweben rechts
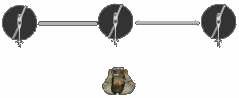
Links- und Rechts schweben
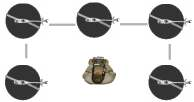
Links und rechts Seitenschweben
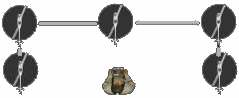
Links und rechts Rückwärtsschweben
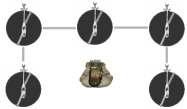
Links und rechts Nasenschweben

### Rückenflug

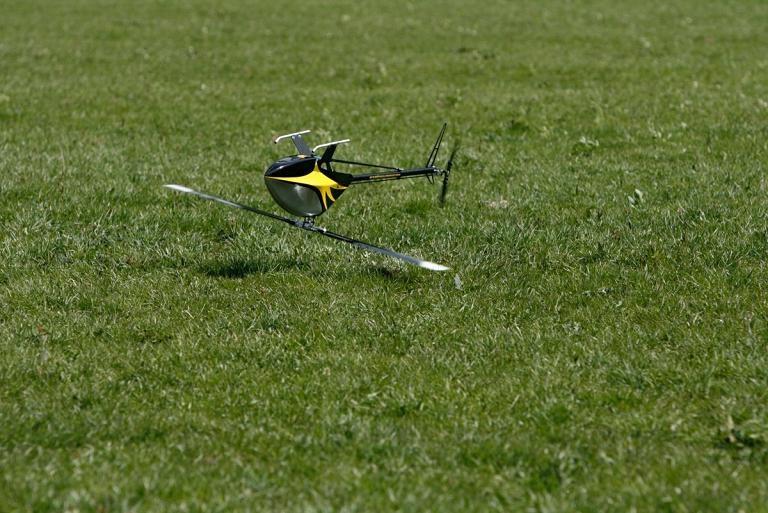
Rückenflug nur wenige Zentimeter über dem Boden. Showflugeinlage geflogen von Wettbewerbspilot Curtis Youngblood

Beim Rückenflug, auch Inverted genannt, wird das Modell aus der Normallage heraus über die Querachse oder Längsachse um 180° gedreht, so dass dieses auf dem Kopf steht (Rotorkopf zum Boden zeigend). Der Flug wird in dieser Lage dann fortgesetzt. Hierfür ist eine negative Rotorblattanstellung erforderlich, die fortwährend gehalten werden muss, damit sich das Modell im Rückenflug in der Luft halten kann.

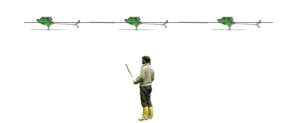
Gerade Strecke im Rückenflug
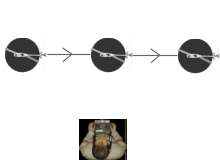
Rückenflug

### Looping
Der Looping (von englisch: loop = Schleife, Schlinge) gehört zu den bekanntesten Flugmanövern. Dabei handelt es sich um einen vertikalen Kreis aufwärts, der im Scheitelpunkt in die Rückenlage führt und das Modell schließlich wieder in die Ausgangsposition zurückführt.
Beim Looping wird zwischen
- Innenlooping

und
- Außenlooping

unterschieden.

#### Innenlooping
Der Innenlooping ist ein vertikaler Kreis, der aus dem aufrechten Geradeausflug durch Ziehen des Nicks eingeleitet wird. In jeder Position zeigen die Rotorblätter in das Innere des Kreises.

#### Halber Innenlooping / Überschlag
Wird der Innenlooping nur zur Hälfte geflogen, so dass im Zenit stehende Modell in den Geradeausflug übergeführt wird, wird das Manöver halber Innenlooping oder halber Überschlag genannt.

#### Immelmann
Wird ein halber Überschlag durch das Rollen um 180° im Zenit beendet, so dass das Manöver im horizontalen aufrechten Geradeausflug endet, wird diese Figur Immelmann genannt.

#### Außenlooping
Der Außenlooping ist ein vertikaler Kreis, der aus dem aufrechten Geradeausflug durch Drücken des Nicks eingeleitet wird. In jeder Position zeigen die Rotorblätter nach außen aus dem Kreis heraus.

#### Halber Außenlooping
Der halbe Außenlooping ist fast das Gleiche wie ein voller Außenlooping, nur wird er genau nach der Hälfte beendet. Dieses Manöver endet mit Rückenflug und wird meistens durch Rollen um 180° beendet.
Eine andere Figur entsteht, wenn ein halber Außenlooping mit dem Manöver Immelmann kombiniert wird. Dabei findet das Rollen um 180° vor den Einflug in den halben Looping statt, so dass das Manöver im horizontalen aufrechten Geradeausflug endet.

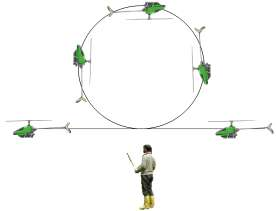
Innenlooping
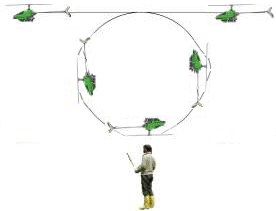
Außenlooping
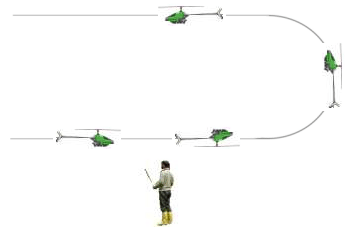
Außenlooping mit Immelmann kombiniert

### Kreis
Das Flugmanöver Kreis kann in unterschiedlichen Varianten geflogen werden:

#### Seitenkreis
Als Seitenkreis wird das Manöver bezeichnet, bei dem der Hubschrauber eine Kreisbahn fliegt. Beim Ausführen wird noch Unterschieden, ob sich das Modell
- vor dem Piloten
- um den Piloten

bewegt.
Beim Fliegen der Figur zeigt die vordere Seite des Modells, die so genannte Nase, in Flugrichtung.
Der Kreis kann auch in Rückenlage geflogen werden.

#### Nasenkreis
Bei diesem Manöver fliegt der Hubschrauber ebenfalls eine Kreisbahn, wobei seine Nase (die vordere Seite des Modells) stets zum Kreiszentrum zeigt. Beim Ausführen des Nasenkreises wird noch unterschieden, ob das Manöver vor dem Piloten oder um den Piloten herum ausgeführt wird.

#### Schwanzkreis
Dieses Manöver ist dem Nasenkreis sehr ähnlich. Der Unterschied liegt darin, dass beim Ausführen des Manövers nicht die Nase des Modells, sondern dessen Schwanz (Heck) stets zum Zentrum der geflogenen Kreisbahn zeigt.

#### Promenade
Bei der Promenade schwebt der Helikopter auf der Stelle, während der Pilot um das Modell herumgeht.

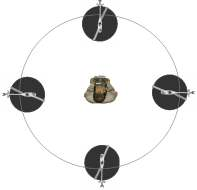
Nasenkreis
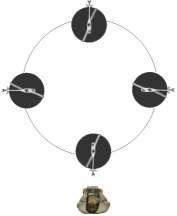
Nasenkreis vor dem Piloten
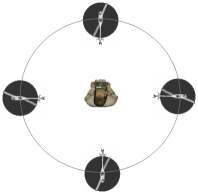
Schwanzkreis
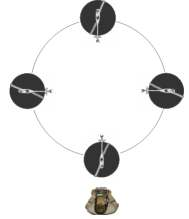
Schwanzkreis vor dem Piloten
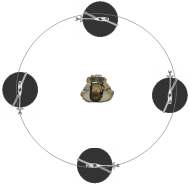
Seitenkreis links, rechts
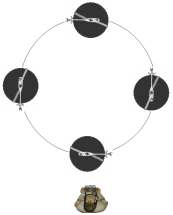
Seitenkreis links, rechts vor dem Piloten
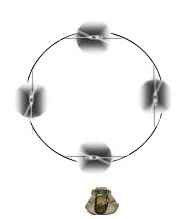
Vollkreis im Rückenflug
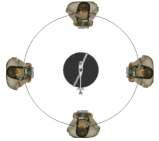
Flugmanöver Promenade

### Pirouette
Bei einer Pirouette wird das Modell in der Regel um 360° um die Hochachse gedreht. Hierfür wird am Sender die Steuerrichtung „Heck“ angewählt und dann in eine Richtung zum Ausschlag gebracht.
Die Stationäre Pirouette wird auf der Stelle, also im Schwebeflug vollzogen und das Modell um die Hochachse um 360° gedreht.
Bei einer Kreispirouette wird das Modell zusätzlich noch in eine Vorwärts- oder Rückwärtsbewegung versetzt, so dass am Ende dieser Flugbewegung wieder ein geschlossener Kreis steht und das Modell den Ausgangspunkt der Flugbewegung erreicht hat. Während dieses Kreisfluges werden dann an bestimmten Stellen Pirouetten in die Steuermanöver eingeflochten.

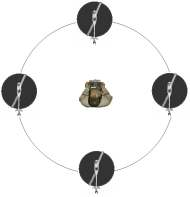
Pirouettenkreis
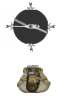
Stationäre Pirouette
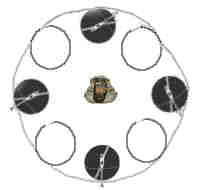
Kreispirouette, 8 Pirouetten im Vollkreis

### Achten
Bei einer geflogenen Acht werden zwei horizontale Kreisflüge miteinander kombiniert. Die Kreise liegen dabei direkt aneinander und werden an der Schnittstelle beider Kreise gekreuzt, so dass die Flugbahn letztlich der Ziffer Acht gleicht. Die Flugfigur ist beendet, wenn die Ausgangsposition wieder erreicht wurde.
Als weitere Flugfigurenvariante können Achten neben der Normalfluglage auch in Rückenfluglage – aber immer noch in horizontaler Flugrichtung – absolviert werden.
Bei der Kubanischen Acht verlässt das Modell die horizontale Flugrichtung und vollzieht dabei eine Kombination zweier vertikal geflogener Loopings, die an der Schnittstelle der beiden aneinander liegenden Loopingkreise ineinander übergehen, wobei im Übergang eine halbe Rolle geflogen wird.

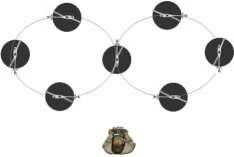
Achten
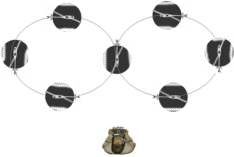
Achten im Rückenflug
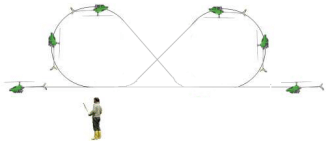
Kubanische Acht

### Turn / Pushover

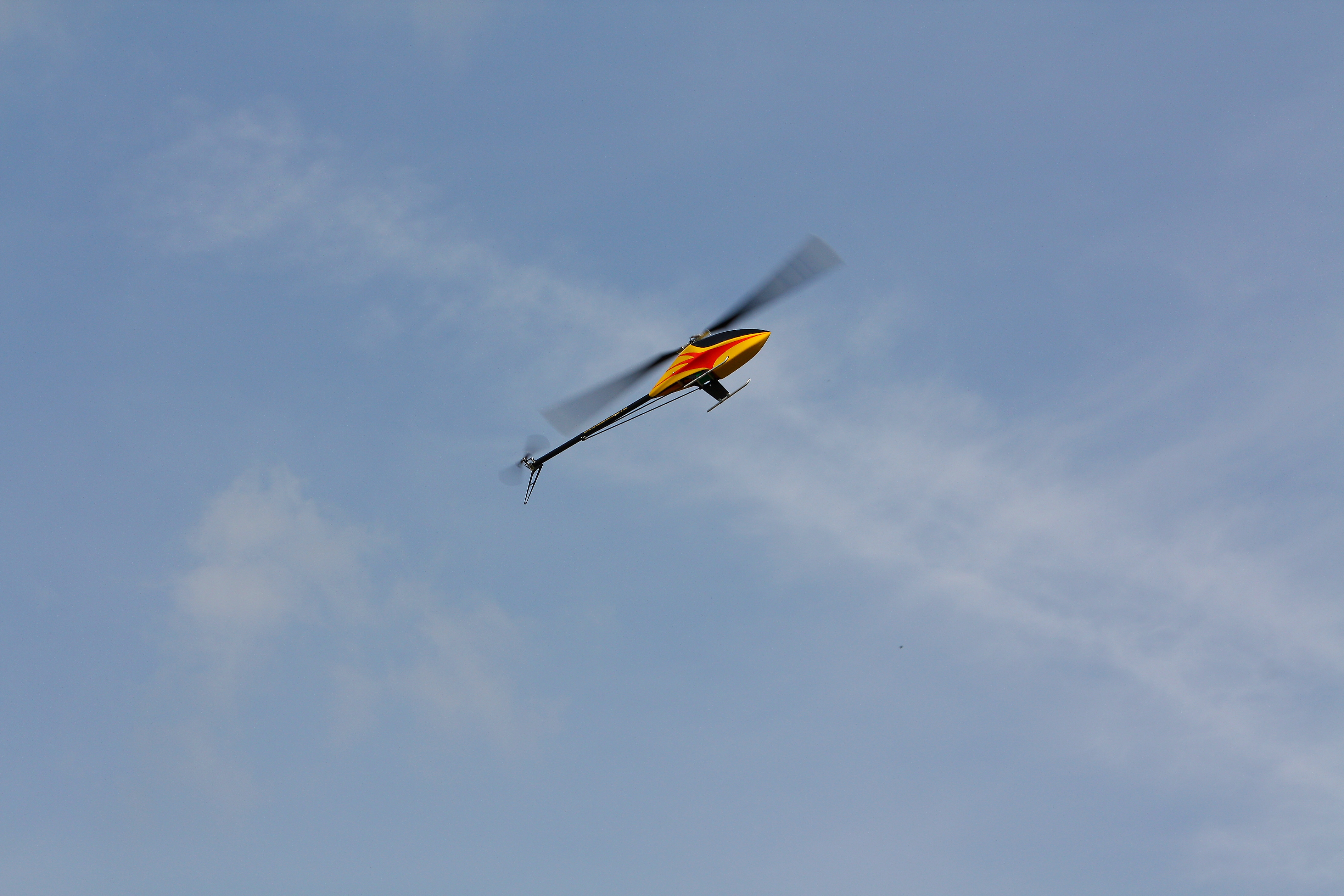
Ein Modellhubschrauber im Steigflug zur Einleitung des Flugmanövers Turn

Bei einem Turn, auch Pushover genannt, wird das Modell von einer horizontalen Flugbahn aus geradlinig in eine vertikale Flugbahn gelenkt. Dieses Flugmanöver wird in der Regel durch sanfte Betätigung der Nickfunktion erreicht, bis das Modell komplett vertikal ausgerichtet ist.
Irgendwann wird ein Zenit erreicht, wo schwerkraftbedingt so viel Geschwindigkeit abgebaut wird, dass das Modell in einen Stall verfällt und der Hauptrotor nicht mehr genügend Vortrieb bewirken kann, um der Schwerkraft entgegenzuwirken. An diesem Punkt wird durch die Steuerrichtung „Heck“ das komplette Modell in der Luft um 180° gedreht, so dass die Spitze des Modells in die entgegengesetzte Richtung zeigt. Der Flug wird dann der Schwerkraft folgend in Richtung Boden fortgesetzt und dann langsam per Steuerrichtung „Nick“ in einen horizontalen Flug übergeleitet.

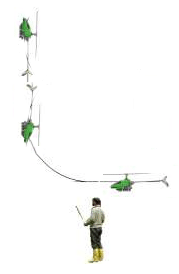
Turn
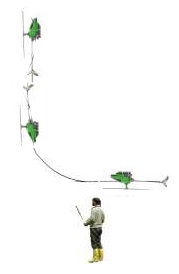
Rückenflug Turn

### Rolle
Es gibt mehrere Varianten dieses Flugmanövers:

#### Standard-Rolle

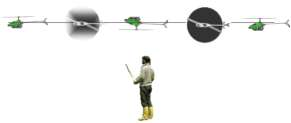
Flugmanöver Rolle

Bei einer Rolle vollzieht das Modell im Vorwärts- oder Rückwärtsflug eine 360°-Drehung um die eigene Längsachse. Bei diesem Flugmanöver kommt es auf eine gute Ausgangsposition an, um es auch entsprechend vollenden zu können. Ein häufiger Fehler ist es, mit schrägem Heck in das Manöver einzufliegen – dies kann dazu führen, dass die Rolle nicht sauber geflogen werden kann und das Manöver ggf. sogar abgebrochen werden muss.

#### Halbe Rolle
Bei einer halben Rolle vollzieht das Modell im Vorwärts-, Rückwärtsflug oder aus dem Schwebezustand heraus eine 180°-Drehung um die eigene Längsachse und fliegt/schwebt dann in dieser Position weiter. Beginnt man dieses Manöver also im aufrechten Flug vorwärts, endet die Flugfigur mit dem Rückenflug. Werden zwei halbe Rollen nacheinander geflogen ergibt sich eine abgesetzte vollständige Rolle. Auch der Start des Helimodells lässt sich mit einer halben Rolle vollziehen, so dass das Modell vom Boden aus seitlich direkt in die Rückenlage geflogen wird. Hierbei gilt es zu beachten, nicht zu viel Pitch zu geben, da das Modell sonst sehr schnell unerwünschten Bodenkontakt bekommen könnte.

#### Cobra-Rolle mit Halbrollen
Der Eingang dieser Variante erfolgt analog zu der zuvor angeführten Beschreibung der Standard-Rolle. Während der Cobra-Rolle vollzieht das Flugmodell dann aber eine leicht ansteigende Kurve in Richtung Himmel („Bergflug“), um kurz danach wieder in entgegengesetzter Richtung abzufallen („Talflug“), so dass das Modell am Ende des Manövers wieder die Ausgangsflughöhe vor der Einleitung der Flugfigur erreicht hat. Parallel zu diesem „Berg- und Talflug“ vollzieht das Modell dabei Halbrollen – im Steigflug eine Halbrolle und im Sinkflug wiederum eine Halbrolle. Im Zenit des Steigflugs kommt das Modell also im Rückenflug an – die Start- und Endposition sind jeweils in der Normallage. Der Bergflug und der darauf gefolgte Talflug des Modells, soll eine aufgerichtete Kobra symbolisieren.

### Snake
Das Flugmanöver Snake kann in mehreren Varianten geflogen werden:

#### Standard-Snake (Schlangenlinie)
Bei einer Snake wird das Modell rückwärts geflogen, also mit dem Heck in Flugrichtung. Anschließend wird mit dem Modell eine Schlangenlinie geflogen, die sich aus vier angrenzenden Kreisvierteln nacheinander zusammensetzt. Das Modell vollzieht dabei eine 360° Drehung um die Längsachse und kommt dabei von der Normallage in die Rückenlage und anschließend wieder in die Normalfluglage. Im Unterschied zur Rolle, die wie an der Schnur gezogen geradlinig geflogen wird, ist das Flugbild der Snake in der Draufsicht von einem leicht geschwungenen S-Kurvenflug geprägt.

#### Snake Achter (Schlangenlinien-Achter)
Als Steigerung des Snake-Manövers kann eine Snake so geflogen werden, dass das Modell analog zur Flugfigur Acht durch zwei aneinander liegende Kreise bewegt wird, so dass am Berührungspunkt des Kreises die Flugbahn vom einen zum anderen Kreis gekreuzt wird und das Flugbild in der Draufsicht eine Acht ergibt. Die Flugfigur ist beendet, wenn der Ausgangspunkt wieder erreicht wurde.

### Rainbow
Das Flugmanöver Rainbow kann in mehreren Varianten geflogen werden:

#### Standard Rainbow
Beim Rainbow wird eine aus zwei Segmenten bestehende Flugfigur geflogen, die einem Regenbogen gleicht. Der Heli wird dabei fortwährend in einer instabilen Fluglage gehalten, da die Rotorblattspitzen unmittelbar nach der Einleitung des Manövers durchgehend in Richtung Boden zeigen und somit wenig Auftrieb erzeugen. Das Modell startet dabei aus dem Schweben oder Seitenschweben in Normalfluglage heraus und vollzieht dann einen großzügigen Bogen in der Luft, der jedoch nie 180° erreicht – der Heckrotor zeigt dabei ebenfalls in Richtung Boden. Kurz bevor der Heli beinahe in die Rückenfluglage gestellt wurde, wird das Manöver wieder in die andere Richtung ausgeführt, so dass das Modell sich wieder in der Ausgangslage und -position befindet. Die Steuerrichtung Pitch wird in der gesamten Flugfigur dabei gleichmäßig betätigt. Der Rainbow ähnelt einem lang geflogenen Tic-Toc, es wird jedoch früher als beim Tic-Toc wieder gegengesteuert.

#### Rainbow American Style
Die amerikanische Variante des Rainbows enthält im Prinzip das gleiche Flugbild wie der normale Rainbow – an der Flugbahn und der Ausrichtung des Modells im Flug ändert sich nichts. Der Unterschied besteht darin, dass die Steuerrichtung Pitch nicht gleichmäßig während der gesamten Flugfigur, sondern in einem oder mehreren Steuerausschlägen der Pitchfunktion geflogen wird. Da diese Steuerausschläge meist mit Pitch-max ausgeführt werden, sieht die Flugfigur ungleich spektakulärer als der normale Rainbow aus.

### Tic-Toc
Die Flugfigur Tic-Toc kann in mehreren Varianten geflogen werden:

#### Standard Tic-Toc
Bei dieser Figur „tickt“ der Helikopter, vergleichbar mit einem Metronom, mit Nase und Heck stetig auf und ab. Die Neigung beträgt dabei in der Regel zwischen ±30° und ±45°. Wichtig beim Ausführen der Figur ist, dass die Ticks harmonisch, sowohl in der Zeit, als auch in ihrem Ausführungswinkel sind. Beide Endpositionen müssen mindestens je 3 Mal erreicht werden. Der Heckrotor bleibt während des Tic-Tocs annähernd an der gleichen Position.

#### Pirouetten Tic-Toc
Beim Pirouetten Tic-Toc wird der Tic-Toc dahingehend erweitert, als dass das Modell in den Lagenwechseln noch zusätzlich um die eigene Hochachse gedreht wird. Die Flugfigur gilt als abgeschlossen, wenn der Fluglagenwechsel mindestens je dreimal erreicht wurde.

### Flip
Die Flugfigur Flip kann sowohl vorwärts als auch seitlich ausgeführt werden:

#### Vorwärtsflip
Beim Flip vollzieht der Heli auf der Stelle eine 180°-Drehung um die Querachse. Diese Figur wird mit der Steuerrichtung Nick und Pitch eingeleitet. Die Flugfigur endet mit dem Rückenflug, wenn sie in Normallage eingeleitet wurde.

#### Seitenflip
Beim Seitenflip vollzieht der Heli auf der Stelle eine 180°-Drehung um die Längsachse. Diese Figur wird mit der Steuerrichtung Roll und Pitch eingeleitet. Die Flugfigur endet mit dem Rückenflug, wenn sie in Normallage eingeleitet wurde.

### Sanduhr
Bei einer geflogenen Sanduhr entspricht das Flugbild dem einer aufrecht stehenden Sanduhr – also zwei aufeinander stehenden Dreiecken, die an jeweils einer Spitze aufeinander stehen. Das Modell beginnt an der Ausgangsposition 1 und fliegt rückwärts eine gerade Strecke auf eine Flagge 2 zu – während dieser Strecke ist eine halbe Pirouette in das Manöver einzubauen, so dass die Flagge 2 im Vorwärtsflug erreicht wird. Hier beginnt das Modell dann einen Steigflug rückwärts in Richtung einer Flagge 1, der etwa 4 m oberhalb der Ausgangsposition 1 und über der Flagge 1 endet. Ab hier vollzieht das Modell wieder einen horizontalen Flug in Richtung Flagge 2, der von einer 360° Pirouette begleitet wird, um auf Höhe der Flagge 2 etwa 4 m über der Ausgangsflughöhe zum Stehen zu kommen. Schließlich wird einen Sinkflug rückwärts in Richtung Flagge 1 eingeleitet. Anschließend wird im Vorwärtsflug in Richtung Ausgangsposition 1 noch eine halbe Pirouette (180°) vollzogen, um auf Höhe der Ausgangsposition zu landen.

### Funnel
Funnel kommt aus dem englischen Sprachraum und bedeutet Trichter, womit das Flugbild gut beschrieben ist, denn das Modell beschreibt in der Luft eine trichterförmige oder tornadoförmige Rotationsbewegung. Auch von diesem Flugmanöver gibt es verschiedene Varianten.

#### Standard-Funnel
Der Standard-Funnel sieht einen Start in Rückenfluglage vor. Das Modell wandert dann in eine Stellung, in der die Modell-Spitze leicht schräg in Richtung Himmel und das Heck leicht schräg in Richtung Boden geneigt ist (>45°), während der Rotor ebenfalls nach außen zeigt. Das Modell beschreibt zeitgleich eine konzentrische Kreisflugbahn in ca. 5 m bis 10 m Abstand um einen gedachten Fixpunkt. Das Manöver gilt als abgeschlossen, wenn mindestens 3 Kreisflugbahnen geflogen wurden.

#### Pirouetten-Funnel
Beim Pirouetten-Funnel werden in den Standard-Funnel noch mindestens drei Pirouetten eingebaut, d. h. das Modell vollzieht pro geflogenem Kreis jeweils drei 360°-Zirkulationen um die Hochachse.

#### Funnel mit halben Rollen
Bei diesem Flugmanöver wird der zu fliegende Kreis des Funnels in zwei gleich große Segmente unterteilt. Mit dem Erreichen eines solchen Kreissegments muss in das Flugmanöver dann eine halbe Rolle eingebaut werden, d. h. der Heli wird an diesen Stellen jeweils um 180° um die Längsachse gedreht. Somit muss das Modell pro Kreis zwei Mal um 180° gedreht werden. Die Flugfigur gilt als abgeschlossen, wenn insgesamt drei Kreise geflogen wurden.

### Pirouetting Globe
In dieser Figur werden 4 Pirouettenloopings vollzogen, die jeweils etwa 45° vom vorangegangenen Pirouettenlooping versetzt geflogen werden müssen, so dass das Flugbild aus jedem Betrachtungswinkel heraus dem einer Kugel (bzw. einem Globus) entspricht. Der 45°-Versatz muss dabei bereits im Tiefpunkt des Loopings vollendet sein. In jeden Looping müssen zusätzlich mindestens 2 Pirouetten eingebaut werden.

### Autorotation
Autorotation ist ursprünglich kein Kunstflugmanöver, sondern eine Vorgehensweise, um beim Ausfall des Hauptantriebs das Modell sicher landen zu können. Darüber hinaus kann bei einem Verlust der Erkennbarkeit der Fluglage des Modells auch ein Autorotationsmanöver eingeleitet werden: Auch wenn dieses nicht 100 % gelingt und das Modell abstürzt, kann so zumindest das Schadensbild recht niedrig gehalten werden, da die kraftschlüssige Verbindung des Antriebs unterbrochen wird.
Die Autorotation wird dann zum Kunstflugmanöver, wenn z. B. in großer Höhe im Rückenflug der Hauptmotor gezielt abgeschaltet bzw. in Leerlauf geschaltet, der Modellhubschrauber wenige Meter über dem Boden abgefangen und mit einer Rolle gedreht und sicher gelandet wird.
Bei der Autorotation wird die potentielle Energie aus der Flughöhe genutzt, um Geschwindigkeit (kinetische Energie) aufzubauen, mit dessen Hilfe die Rotorblätter weiter in einem Rotationszustand verbleiben. Dies ist notwendig, da zum sicheren Steuern des Hubschraubers eine Mindestdrehzahl des Rotors erforderlich ist. Zum Durchführen dieses Manövers ist viel Erfahrung erforderlich, da sowohl eine zu hohe, als auch zu geringe Geschwindigkeit zum Absturz des Modells führen kann.
Zum kontrollierten Aufbauen von Fallgeschwindigkeit werden zu Beginn des Manövers die Hauptrotorblätter negativ angestellt (negativer Pitch). Das Abfangen (break) erfolgt kurz über dem Boden durch ziehen des Pitch (positiver Pitch), mit leicht gezogenem Nick. Der Abfangvorgang wird mitunter auch als Ausschweben (flare) bezeichnet. Diese hierbei frei werdende Energie wird beim Abfangen des Helikopters nahezu vollständig aufgebraucht und steht daher dem Piloten nur einmal pro Autorotationsmanöver zur Verfügung. Missglückt das Abfangen des Helikopters, so kann nur durch sofortiges reaktivieren des Hauptmotors und ziehen des Pitch ein Absturz vermieden werden. Für eine weitere Autorotation ist ebenfalls das Zuschalten des Motors erforderlich, um wieder an Flughöhe gewinnen zu können.
Entscheidend für das Manöver ist somit das richtige Timing. Zudem darf die Drehzahl des Rotors, beim Ausführen der Autorotation, weder zu hoch, noch zu niedrig sein, da dies die Fallgeschwindigkeit des Modells negativ beeinflussen kann, was sich wiederum negativ auf die Durchführbarkeit des Autorotationsmanövers auswirken kann. Auch ein zu flacher Flugwinkel hat sich als kontraproduktiv erwiesen – das Modell fliegt dann in einem kritischen Bereich, in dem ein Autorotationsmanöver kaum mehr möglich ist.

### Landung

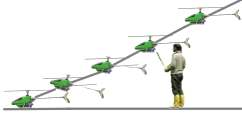
Flugmanöver Landung

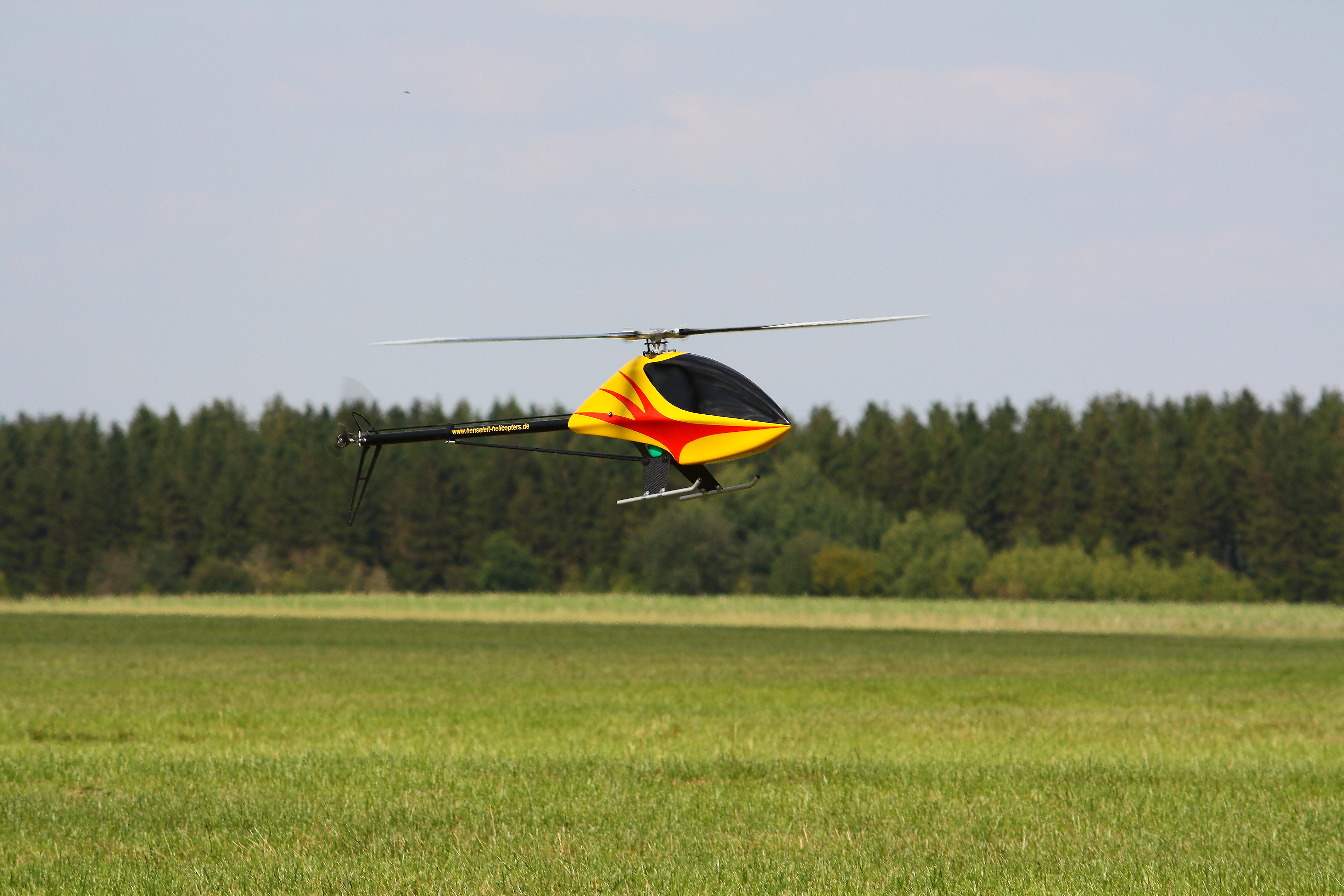
Ein Modellhubschrauber im Landeanflug kurz vor dem Aufsetzen

Die Landung schließt den Flugvorgang ab. Das Modell muss dabei mit möglichst geringer Geschwindigkeit im Vorwärts- oder Rückwärtsflug unter Zurücknahme der Steuerfunktion Pitch in Richtung Boden gebracht werden. Zu hohe Geschwindigkeit bei diesem Manöver kann dazu führen, dass das Modell durch den Bodenkontakt die überschüssige Geschwindigkeit nicht abbauen kann und in Flugrichtung umkippt. Seitliche Flugmanöver sind ebenfalls zu vermeiden, da das Modell beim Bodenkontakt verkanten und umkippen könnte, was einen fast sicheren Schaden nach sich ziehen würde. Im Idealfall wird das Modell gegen den Wind unter stetiger Verringerung der Flughöhe in Richtung Boden gebracht. Kurz vor dem Aufsetzen sollte die Taumelscheibe mit der Nickfunktion noch etwas nach hinten gelegt werden – hierbei sollte aber aufgepasst werden, dass das Heck-Leitwerk nicht zu stark in Richtung Boden geneigt ist, da ansonsten bei einer Bodenberührung der gesamte Heli ggf. durch den unbeabsichtigten Kontakt erschüttert wird. Unmittelbar vor dem Aufsetzen kann dann das Pitch noch mehr verringert werden, so dass die Kufen des Helis gemächlich auf den Boden gleiten – die Landung ist geglückt.

## Wettbewerbe
In Wettbewerben werden in der Regel Flugmanöver vorgegeben, die vom Modellflugpiloten vollzogen werden müssen, um hierfür eine bestimmte Wertung, z. B. in Form von Punkten und Punktsummen zu erhalten. Des Weiteren kann es in anderen Wettbewerbsarten ausschlaggebend sein, bestimmte Flugmanöver perfekt zu beherrschen, um eine möglichst hohe Wettbewerbs-Wertung zu erhalten.
Nachfolgend sind ein paar Wettbewerbe aufgeführt, bei denen Flugmanöver mit dem Modell eine wesentliche Rolle spielen:

### Pflichtfigurenklasse F3C
In der Klasse F3C sind sowohl Hubschraubermodelle mit Elektroantrieb, als auch mit Verbrennungsmotor freigegeben. Es gibt verschiedene Ligen, z. B. Deutsche Bundesliga sowie den Deutschen Sportpokal. Darüber hinaus werden in dieser Klasse auch Weltmeisterschaften ausgetragen. Im Jahr 2009 fanden diese auf dem AMA Headquarters (Academy of Model Aeronautics) in Muncie (USA) statt. Seit 2010 sind nachfolgende – neue – Flugprogramme Bestandteil der F3C-Klasse:

#### Vorrunden-Flugprogramm P (Preliminary Flights)
| P1.) Figur M mit halben Pirouetten  | P6.) Cobra-Rolle mit gedrücktem Flip   |
| P2.) Halbkreis mit Pirouette        | P7.) Kerze mit halbem gedrücktem Flip  |
| P3.) Diamant 3                      | P8.) Zwei 2-Punkt-Rollen gegengleich   |
| P4.) Kubanacht mit 2/4-Punkt-Rollen | P9.) Looping mit 360° Pirouette        |
| P5.) Pullback mit Rolle rückwärts   | P10.) Autorotation mit zwei 90°-Kurven |

#### Flugprogramm F (Final Flights)
| F1.) Kreis mit 360° Pirouette                         | F6.) Cobra-Rolle mit Pirouette         |
| F2.) Umgekehrtes Dreieck 2                            | F7.) Zwei Loopings mit halben Rollen   |
| F3.) Oval 1                                           | F8.) gedrückter Flip mit halben Rollen |
| F4.) Kubanacht mit Flip                               | F9.) Senkrechter 540° Flip             |
| F5.) Pullback mit drei halben Loopings und zwei Turns | F10.) S-Autorotation                   |

### Pflichtfigurenklasse F3N
In dieser Pflichtfigurenklasse müssen nachfolgende Flugmanöver geflogen werden:
| 1.) Abschwung           | 11.) Außenlooping mit halben Rollen | 21.) Rückenautorotation            | 31.) Rollenkreis rückwärts            |
| 2.) Rückenschwebeflug   | 12.) Rückenflugacht                 | 22.) Rückwärts-Rückenflugacht      | 32.) Wipperl mit 270° Turns           |
| 3.) Innenlooping        | 13.) Messerflugpirouette rückwärts  | 23.) Rollenkreis                   | 33.) 4-Zeiten tictoc (2fach)          |
| 4.) Rückenpirouette     | 14.) 4 halbe Überschläge vorwärts   | 24.) 4 Rainbows mit ½ Rollen       | 34.) Semmel (stationärer Rollenkreis) |
| 5.) Rückwärtskreis      | 15.) Seitwärtslooping               | 25.) Funnel                        | 35.) Boarische Raute                  |
| 6.) Doppelter Immelmann | 16.) Tic-Toc                        | 26.) Snake                         | 36.) Pirouettenfunnel                 |
| 7.) 2-Zeiten-Rolle      | 17.) 0°-Turn mit halber Rolle       | 27.) Rückenpirouettenkreis         | 37.) Funnel mit halben Rollen         |
| 8.) 2 Rückwärtsrollen   | 18.) Rückwärtslooping               | 28.) 3-facher Pirouettenüberschlag | 38.) Biertrag’l                       |
| 9.) 4-Zeiten-Rolle      | 19.) 360°-Turn mit Rolle            | 29.) Pirouettenlooping             | 39.) Pirouetten-TicToc                |
| 10.) Rückwärtsacht      | 20.) 4-Zeiten-Rolle rückwärts       | 30.) Kubanacht rückwärts           | 40.) Pirouetting Globe                |

### Pflichtfigurenklasse F4H (Schweiz)
Bei der Pflichtfigurenklasse F4H handelt es sich um eine Wettbewerbsart, die vom Schweizer Modellflugverband abgehalten wird und für die lediglich Scale-Modelle zugelassen sind, die von Elektro-, Kolbenverbrenner-/Turbinenmotoren angetrieben werden.
Der Wettbewerb unterteilt sich dabei in zwei Bewertungsdisziplinen:
Zum einen findet eine Baubewertung des Modells statt, mit dem der Teilnehmer zum Wettkampf angetreten ist. Dabei sollte das Modell, das in seinem Aussehen einem bestimmten manntragenden Helikopter nachempfunden wurde, in möglichst vielen Details übereinstimmen. Hierfür muss der Teilnehmer dem Wettkampfgericht Abbildungen des Vorbildes sowie Farbnachweise und Fluggeschwindigkeitsnachweise aushändigen.
Die zweite Prüfungsdisziplin beinhaltet bestimmte Flugmanöver, die sich aus einem Pflichtprogramm und einem Wahlprogramm zusammensetzen und für die keine elektronischen Stabilisierungssysteme benutzt werden dürfen. Diese sind im Einzelnen:
| 1.) Start                         | 4.) Landeanflug und Landung | 7.) Wahlfigur |
| 2.) Geradeausflug                 | 5.) Wahlfigur               | 8.) Wahlfigur |
| 3.) Kreisflug (rechts oder links) | 6.) Wahlfigur               | 9.) Wahlfigur |

Die Wahlfiguren wiederum setzen sich aus nachfolgenden Flugmanövern zusammen:
| 1.) „Gebirgslandung“ | 7.) Verfahrenskurve                     | 13.) Rettung         |
| 2.) Quickstopp       | 8.) Hochgezogene Umkehrkurve (Wingover) | 14.) Lastenflug      |
| 3.) Schwanzkreis     | 9.) Dreieckflug                         | 15.) Beleuchtung     |
| 4.) Schwebeflug M    | 10.) Viereckflug                        | 16.) Zwischenlandung |
| 5.) Hindernisflug    | 11.) Personen- /Materialtransport       | 17.) Löschübung      |
| 6.) Horizontale Acht | 12.) Unsichtbarer Flug mit Notaufstieg  |                      |

Neben den Flugmanövern werden dabei auch das Flugbild und insbesondere das dem Vorbild nachzuempfindende Flugverhalten bewertet. Die Schwierigkeit für den Teilnehmer besteht darin, ohne Nutzung von elektronischen Stabilitäts- und Fluglagenhilfen das bis zu 29 kg schwere Modell bei einem meist maschinell bedingten Leistungsüberschuss der Antriebseinheit so feinfühlig zu bewegen, dass es dem sehr trägen Flugverhalten des Vorbildes entspricht. Bewertet wird folglich die Vorbildtreue im Flug:
• Antriebsgeräusch
• Geflogene Geschwindigkeit des Modells
• Flugstabilität und Trimmung des Modells
• Flugfigurengröße und deren Eleganz
Der Teilnehmer muss bei der Auswahl der Wahlflugfiguren dabei nachweisen, dass und wie diese dem Vorbild entsprechen.

### Pflichtfigurenklasse F5C
In der Klasse F5C sind lediglich Flugmodelle mit Elektromotor zugelassen.
Des Weiteren müssen lediglich 6 der insgesamt 18 Flugfiguren der F5C-Klasse geflogen werden, jedoch mindestens 2 von jeder Liste. Somit können jeweils 3 beliebige Figuren aus der Liste 1 und 2, oder 4 Figuren aus der einen und 2 aus der anderen gewählt werden.

#### Liste 1
Die Liste 1 der F5C-Klasse beinhaltet ausschließlich Schwebe-Figuren.
| 1.) Schwebeflug, 5 Sekunden | 4.) Schwebeflug-M       | 7.) Pirouette            |
| 2.) Schwebeflug seitwärts   | 5.) Senkrechtes Dreieck | 8.) Vier-Punkt-Pirouette |
| 3.) Heckrotorkreis          | 6.) Knoten              | 9.) Nasenkreis           |

#### Liste 2
In der Liste 2 der F5C-Klasse sind die Kunstflug-Figuren aufgeführt.
| 1.) Waagerechter Flug      | 4.) Landung mit 180°-Kurve | 7.) Autorotation                |
| 2.) Vollkreis, Radius 25 m | 5.) Pushover               | 8.) Rolle                       |
| 3.) Looping                | 6.) Split-S                | 9.) Autorotation mit 180°-Kurve |

### Speedcups
Relativ neu sind Wettbewerbsveranstaltungen, in denen die Endgeschwindigkeiten der Flugmodelle miteinander konkurrieren. Eine solche Veranstaltung kann sich dabei in mehrere Wettbewerbsarten unterteilen:

#### Dragraces / Pylonracing
Bei den Dragraces treten mindestens zwei Hubschrauber gleichzeitig gegeneinander an und müssen im Rahmen der Wettkampfvorgaben eine bestimmte Strecke mit dem Modell zurücklegen. Derjenige, der diese Strecke zuerst mit seinem Modell zurückgelegt hat, ist der Gewinner. Dabei muss nicht zwingend eine Gerade als Wettbewerbsstrecke geflogen werden – der Wettbewerbsrahmen kann auch mehrere Streckensegmente, die unterschiedlichen Figuren beinhalten können, vorgeben, die nacheinander abgeflogen werden müssen. In diesem Fall gilt es die Geschwindigkeit so dosiert einzusetzen, dass möglichst schnell die Streckenabschnitte absolviert werden, ohne durch zusätzliche Brems- oder Driftwege Zeit oder zusätzliche Strecke zurückzulegen. Denkbar sind somit auch zwei Rennsegmente in gegensätzlicher Richtung; die Kontrahenten fliegen hier z. B. bis zu einer Pylone oder einer anderen Wegmarkierung, vollziehen eine enge Kurve, oder bremsen und drehen dann das Modell in die entgegengesetzte Flugrichtung, um dann dort das Ziel zu erreichen.

#### Höchstgeschwindigkeitswettbewerbe
Bei dieser Wettbewerbsart treten die Kontrahenten in der Regel nacheinander zum Fliegen an und müssen ihr Modell an einem bestimmten (Mess-)Punkt so schnell wie möglich beschleunigt haben, da an diesem Punkt eine Geschwindigkeitsmessung vollzogen wird. Meistens hat der Pilot die Möglichkeit, eine limitierte Anzahl an Flugversuchen zu unternehmen – am Ende wird die Durchschnittsgeschwindigkeit ermittelt, die eine Reihung der Kontrahenten zulässt. Als hervorragendes Flugmanöver für einen guten Geschwindigkeitsaufbau hat sich der Turn erwiesen, der am Anfang und am Ende des Wettbewerbsversuches steht. Da dieses Flugmanöver auch einen Sturzflug beinhaltet, kann hier viel Geschwindigkeit aufgebaut werden, die im Idealfall am Messpunkt die Höchstgeschwindigkeit (Vmax) beträgt. Mit entsprechend ausgestatteten Modellen lassen sich Geschwindigkeiten von 316 km/h erreichen.

### Indoorparcours

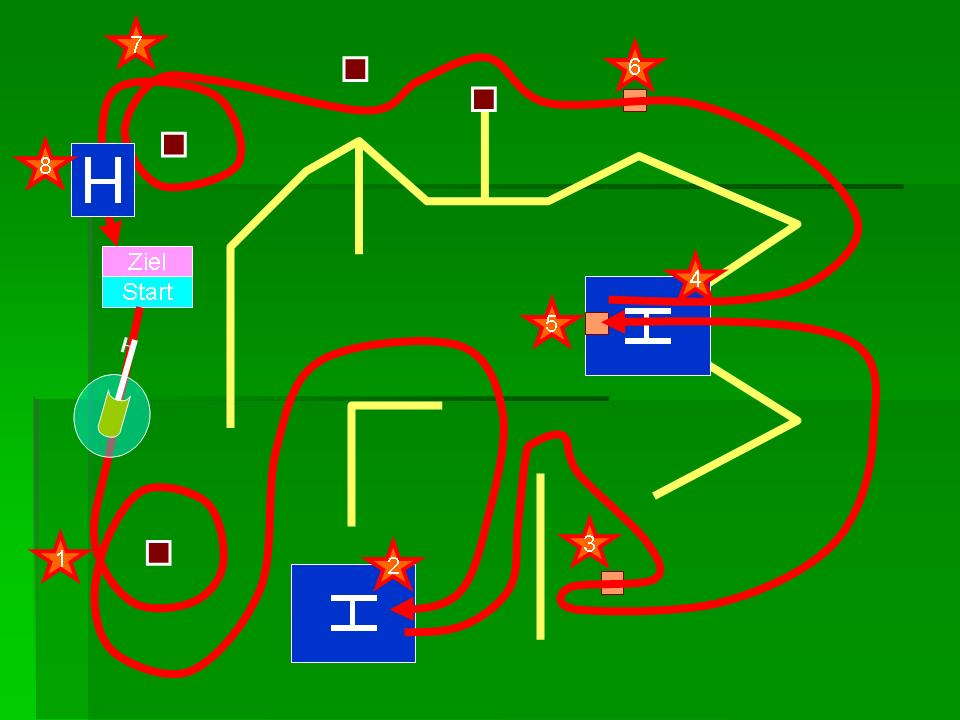
Beispiel für einen Indoorparcours

Indoorparcours sind mit Pylonracing vergleichbar. Jedoch befinden sich die Streckensegmente in einem Gebäude bzw. einer großen Halle. Indoorfliegen hat den großen Vorteil, dass es wetterunabhängig ist und auch keine Winde das Flugverhalten des Modellhubschraubers negativ beeinflussen. Jedoch erfordern Indoorparcours auch besseres fliegerisches Können, da nicht nur die Hallendecke die Flughöhe begrenzt, sondern sich auch viele Zuschauer nahe am Geschehen befinden. Bei einigen Indoor-Wettbewerben ist jedoch nicht ausschließlich die Zeit zur Bewältigung des Parcours ausschlaggebend, sondern vielmehr die exakte Ausführung der vorgebenden Flugfiguren in der richtigen Reihenfolge innerhalb der vorgegebenen Flugstrecke.
Eine weitere Variante eines Indoorparcours beschäftigt sich mit dem Zerplatzen von Luftballons mit dem Hauptrotor des Modellhelikopters. Bei dieser Variante werden Luftballons an Stangen oder Stäben in unterschiedlichen Höhen in der Halle verteilt platziert. Der Pilot muss nun in möglichst schneller Abfolge die Luftballons mit den Rotorblattspitzen berühren, so dass der berührte Ballon zerplatzt. Wenn alle Luftballons zerstört sind, gilt die Aufgabe als bewältigt. Der Pilot muss in dieser Aufgabenstellung das Flugmanöver „Schwebeflug“ gut beherrschen, da die Rotorblätter zwar die Ballons, keinesfalls jedoch die installierten Stangen oder Stäbe berühren dürfen, was ansonsten zu einem Absturz führen würde. Diese Aufgabenstellung findet mittlerweile auch in vielen Flugsimulatoren Anwendung, so dass man die entsprechenden Flugmanöver auch auf dem Bildschirm am Computer trainieren kann.

### Rescue Cups
Rescue Cups werden in der Regel mit Koaxialhubschraubern der Mini-Klasse geflogen. An diese Helis wird ein bestimmter Aufbau angebracht, die so genannte Rescue-Unit, die die fünf Funktionen für das Löschen und Retten mittels eines weiteren onboard befindlichen, leichten Micro-Servomotors aktivieren kann. Für das Löschen wird ein unter Spannung stehendes Gummiband abgeschossen – für das Retten müssen an einem Faden befindliche, magnetische Kegelchen platziert oder aufgenommen werden. Für die Aufgabenstellung des Cups ist zudem ein Modellhochhaus mit vier Öffnungen innerhalb einer dort aufgemalten Fensterfront und mittlerweile auch noch ein Modell-Krankenhaus erforderlich. Die Schwierigkeit dieses Cups besteht darin, sich nicht nur auf die Fluglage des Helis konzentrieren zu müssen, sondern auch auf die Position im Verhältnis zum Modellgebäude und auf die Position mitgeführter oder aufzunehmender Gegenstände.
Die Flugmanöver des Rescue-Cups sind dabei wie folgt vorgegeben:
- Start von der Rettungsbasis zur Hochhaus-Fensterfront
- Löschen der „Feuer“ in den offenen Fenstern des Hochhauses durch das Abschießen von Gummibändern
- Rückflug zur Rettungsbasis, Landung und Aufnahme eines Retters
- Anflug zum Hochhaus sowie Abseilen des Retters über dem Dach des Hochhauses
- Platzierung des am Seil befindlichen Retters in einer Dachluke des Hochhauses und Aufnahme einer zu evakuierenden Person
- Absetzen des Retters sowie der evakuierten Person im Krankenhaus
- Eine weitere Person vom Dach des Hochhauses retten
- Absetzen dieser weiteren evakuierten Person vor dem Krankenhaus
- Rückkehr zur Rettungsbasis und Auftanken.

Im Anschluss werden die festgelegten Punkte für absolvierte Aufgaben addiert.
Neben dem Rettungsszenario „Hochhaus“ soll in naher Zukunft auch das Szenario „Berg“ (Mountain-Rescue) sowie „Wasser“ (Sea-Rescue) für Abwechslung in diesen Wettkämpfen sorgen.

## Helistunts
Eine Sonderform der Flugmanöver mit dem Modellheli sind die Helistunts. Dabei werden bewusst erschwerende Umstände in Kauf genommen, um besondere Situationen mit dem Heli zu bestehen und insbesondere dann mit professionell geflogenen Flugmanövern das Modell von einem Absturz oder Totalverlust zu bewahren. Manchmal bedarf es auch bestimmter Flugmanöver, um das Flugmodell überhaupt in eine bestimmte Ausgangsposition zu bekommen, von dem aus der Stunt eingeleitet wird. In der Modellflugszene haben sich besonders rund um diese ungewöhnlichen Flugmanöver die Stunt-Leute (auch Stunt-Piloten genannt) von Heligraphix hervorgetan, die hier beispielhaft angeführt folgende Stunts, die sie selber als „Madness“ bezeichnen, mit Modellhelis durchgeführt haben:
- Dragraces gegen ICE-Zug, Sportboot und Propellerboot
- Kunstflug zweier gegeneinander gebundener Helikopter
- Eiskunstlauf eines Helis
- Flug durch Wasserstrahl eines Feuerwehrschlauchs
- Fütterung eines Kamels und eines Kaimans mit dem Heli
- Wüstendünenskiing und Hauswandskiing mit dem Heli
- Start an einer vertikalen Wand[7]
- Landung kopfüber an der Decke[8]
- Rotortennis und Rotortischtennis
- Skateboarding mit Heliantrieb
- Flug auf Truckladefläche während der Fahrt[9]
- World Scenic Flights[10]

Für die nachfolgend aufgeführten Stunts auf Basis von Kunstflugmanövern ist Heligraphix Weltrekordinhaber:
- Dezember 2002: Erste Deckenlandung der Welt
- März 2004: Höchste g-Belastung eines R/C-Helis: über 50 g
- April 2004: Erster Wandstart der Welt
- Juni 2005: Erste Wandlandung der Welt
- September 2005: Erster raketengetriebener Helikopter
- 2007/2008: „World Scenic Flights“ – Mit dem Modellhubschrauber die Welt umrunden, das bisher größte Projekt der Modellsportgeschichte[12]

## Videos von Flugmanövern
- Ein sanfter Start und ein Quickstart-Flugmanöver
- Zwei Schwebeflugmanöver
- Eine einfache und eine doppelte Pirouette im Schwebeflug
- Rückenflugmanöver bis Bodennähe von Wettbewerbspilot Matt Finke[13]
- Das Flugmanöver Turn
- Von Wettbewerbspilot Thomas Böseler geflogener Funnel durchsetzt von einigen Pirouetten
- Von Wettbewerbspilot Matt Finke geflogener nahezu quadratischer Looping
- Speedflug mit 133,5 km/h Endgeschwindigkeit
- Rekordflug aus 2009 von Wettbewerbspilot Jan Henseleit mit 233 km/h Endgeschwindigkeit
- Autorotationsmanöver aus großer Höhe (geflogen von Wettbewerbspilot Robert Sixt[14])
- Landemanöver vorwärts und rückwärts
- Eine komplette Musikkür analog eines Wettbewerbsfluges geflogen von Wettbewerbspilot Robert Sixt